# Svjetsko prvenstvo u rukometu na pijesku za žene 2008.
SP u rukometu na pijesku 2008. održalo se u Cadizu u Španjolskoj od 9. do 13. srpnja.

## Turnir

### Skupina A
| Reprezentacija         | Ut | Set  | RP      | Bod |
| ---------------------- | -- | ---- | ------- | --- |
| Brazil                 | 5  | 10:1 | 176:117 | 10  |
| Italija                | 5  | 9:3  | 169:147 | 8   |
| Srbija                 | 5  | 7:6  | ?       | 6   |
| Norveška               | 5  | 5:7  | 156:133 | 4   |
| Ukrajina               | 5  | 4:8  | ?       | 2   |
| Dominikanska Republika | 5  | 0:10 | 82:176  | 0   |

- Brazil -  Srbija 2:0 (23:13, 23:17)
- Norveška -  Dominikanska Republika 2:0 (24:1, 23:5)
- Italija -  Ukrajina 2:0 (17:16, 17:16)
- Srbija -  Norveška 2:1 (11:16, 16:10, 7:6)
- Ukrajina -  Brazil 0:2 (7:18, 14:18)
- Dominikanska Republika -  Italija 0:2 (11:16, 9:15)
- Brazil -  Dominikanska Republika 2:0 (13:6, 15:6)
- Norveška -  Italija 0:2 (16:17, 17:20)
- Srbija -  Ukrajina 2:1 (8:17, 25:20, ?)
- Norveška -  Ukrajina 2:1 (9:8, 10:13, 6:4)
- Italija -  Brazil 1:2 (12:10, 15:16, 8:9)
- Dominikanska Republika -  Srbija 0:2 (5:19, 11:15)
- Ukrajina -  Dominikanska Republika 2:0 (17:10, 19:18)
- Italija -  Srbija 2:1 (10:9, 12:16, 10:2)
- Brazil -  Norveška 2:0 (15:10, 16:9)

### Skupina B
| Reprezentacija      | Ut | Set  | RP      | Bod |
| ------------------- | -- | ---- | ------- | --- |
| Hrvatska            | 5  | 10:3 | 173:142 | 10  |
| Španjolska          | 5  | 9:2  | 175:139 | 8   |
| Urugvaj             | 5  | 7:6  | 152:135 | 6   |
| Rusija              | 5  | 6:6  | 131:126 | 4   |
| Sjeverna Makedonija | 5  | 3:8  | 134:143 | 2   |
| NR Kina             | 5  | 0:10 | 95:175  | 0   |

- Sjeverna Makedonija -  NR Kina 2:0 (18:14, 18:13)
- Rusija -  Urugvaj 1:2 (10:6, 4:10, 2:6)
- Hrvatska -  Španjolska 2:1 (20:18, 14:22, 9:5)
- Španjolska -  Rusija 2:0 (14:10, 18:14)
- NR Kina -  Hrvatska 0:2 (11:18, 8:18)
- Urugvaj -  Sjeverna Makedonija 2:1 (16:14, 16:20, 4:3)
- Hrvatska -  Urugvaj 2:1 (14:8, 16:17, 7:6)
- Rusija -  Sjeverna Makedonija 2:0 (14:10, 12:11)
- Španjolska -  NR Kina 2:0 (20:9, 16:9)
- Rusija -  NR Kina 2:0 (18:10, 14:10)
- Sjeverna Makedonija -  Hrvatska 0:2 (8:12, 6:14)
- Urugvaj -  Španjolska 0:2 (16:21, 12:13)
- NR Kina -  Urugvaj 0:2 (2:20, 9:15)
- Hrvatska -  Rusija 2:1 (10:9, 15:22, 6:2)
- Sjeverna Makedonija -  Španjolska 0:2 (16:17, 10:11)

### Izbacivanje
- poluzavršnica:  Brazil -  Španjolska 1:2 (12:4, 16:18, 0:6)
- poluzavršnica:  Hrvatska -  Italija 2:1 (20:18, 18:20, 12:10)

- za treće mjesto:  Brazil -  Italija 2:1 (13:10, 10:20, 5:0)

- završnica:  Španjolska -  Hrvatska 0:2 (10:13, 8:14)